# Zveza slovenskih častnikov
Zveza slovenskih častnikov (kratica ZSČ) je prostovoljna, samostojna vojaškostrokovna interesna in stanovska organizacija.
V zvezi je 59 organizacij, organiziranih v temeljnih okoljih, v njih pa so združeni podčastniki in častniki, pripadniki stalne sestave Slovenske vojske, njene vojne oziroma rezervne sestave in tisti podčastniki in častniki, ki so brez vojaške razporeditve. Osnovno obliko organiziranosti predstavljajo občinska in območna združenja, ki so povezana v zvezo.

## Članstvo v mednarodnih organizacijah
ZSČ je polnopravna članica:
- EUROMIL - fEvropska organizacija vojaških združenj
- IFMS - fSvetovna federacija gorskih enot
- Gamingška iniciativa - srednjeevropska organizacija častniških združenj
- C.I.O.R. - konfederacija nacionalnih združenj rezervnih častnikov držav članic NATO
- C.I.O.M.R. - konfederacija nacionalnih združenj rezervnih častnikov sanitete držav članic NATO
- A.R.P.A. - fZdruženje častniških organizacij Jadranskih držav

## Predsedniki
- Miha Butara: 1991 - 2010[1]
- Bojan Potočnik: 2010 - 2012[2]
- Albin Gutman: 2012 - 2014[3]
- Alojz Šteiner: 2014 - danes[4]